# Imke Courtois
Imke Courtois (Leuven, 14 maart 1988) is een voormalige Belgische voetbalster en sinds 2015 voetbalanaliste bij Sporza.

## Loopbaan

### Clubloopbaan
Ze speelde achtereenvolgens bij KFC Rapide Wezemaal (2003 - 2008), DVC Eva's Tienen (2008 - 2010) en Standard Luik (2010 - 2017).
In 2011 en 2012 won ze met Standard de landstitel in de hoogste afdeling bij de vrouwen en in het seizoen 2012/2013 was ze met de Rouches de beste in de BeNe League Red. Ook tijdens de seizoenen 2013/2014 en 2014/2015 was Standard de beste Belgische ploeg in de Women's BeNe League. In het seizoen 2014/2015 was Standard ook de eindwinnaar van deze Women's BeNe League. Na de opdoeking van deze BeNe League werd ze met Standard ook nog tweemaal Belgisch kampioen in de nieuwe Super League. Ze won driemaal de Beker van België en beëindigde haar loopbaan na het Europees kampioenschap voetbal vrouwen 2017. Zij wil zich verder toeleggen op haar doctoraat en haar leven buiten de sport.

### Red Flames
Imke Courtois maakte op 4 november 2006 op 18-jarige leeftijd haar debuut voor het Belgisch voetbalelftal tijdens een interland in Portugal. Courtois maakte ook deel uit van de selectie van de Red Flames tijdens het Europees kampioenschap voetbal vrouwen 2017, maar ze kwam tijdens dit toernooi niet in actie. Courtois speelde in totaal 21 keer voor de Red Flames.

### Sporza en VRT NWS
Sinds 2015 is Courtois voetbalanaliste bij Sporza. In 2019 werd ze bij de VRT expert in sport en gezondheid voor Sporza en de nieuwsdienst, dat ingaat na haar doctoraat en dat ze zal combineren met haar analysewerk bij Play Sports.

### Futsal
In 2018 debuteerde Courtois bij de Futsal Red Flames. Ze scoorde bij haar debuut tegen Noord-Ierland.

### Studies
Courtois studeerde ergotherapie en fysiotherapie met een optie in manuele therapie aan de Universiteit Hasselt en Katholieke Universiteit Leuven. Hierna heeft ze één jaar gedoceerd aan de Universiteit Hasselt en meegewerkt aan de ontwikkeling van de Toolboxkit (evidence based care).
In december 2014 is ze begonnen aan een doctoraat in de groep Health Psychology van de Katholieke Universiteit Leuven. Haar doctoraat bestudeert de relatie tussen gezondheid en psychologie, in het bijzonder welke invloed ademhaling heeft op pijn.

## Privéleven
- In augustus 2023 beviel Courtois van een dochter als bewust alleenstaande moeder (BAM).[10]

## Statistieken
| Club record in UEFA competitions | Club record in UEFA competitions | Club record in UEFA competitions |
| Club                             | Caps                             | Goals                            |
| -------------------------------- | -------------------------------- | -------------------------------- |
| KFC Rapide Wezemaal              | 17                               | 2                                |
| DVC Eva's Tienen                 | 3                                | 0                                |
| Standard Liège                   | 8                                | 0                                |
| Total                            | 28                               | 2                                |

## Awards
- 8 keer Belgian Champion
- 3 keer Beker van België (vrouwenvoetbal)
- 2 keer BeNe Supercup
- 2 keer Belgian Super Cup
- 1 keer Women's BeNe League
- 1 keer Double

## Trivia
- Courtois speelde mee in de film Loft, waarin ze de rol speelde van een vriendin van Sharon (Laura Verlinden).[11]
- In 2008 was Courtois te zien in de tweede serie van Topmodel. Ze eindigde als negende van de twaalf deelnemers.[12]
- In 2019 zeilde Courtois de Atlantische Oceaan over. Dit voor de reeks Over de oceaan, die in het najaar van 2020 te zien was op VIER en eerder op aanvraag via Play van Telenet. Aan boord van de zeilboot vervult ze de rol van medic en onderzoeker.[13][14][15]
- Imke Courtois heeft geen familiale band met Thibaut Courtois[4].
- Ze neemt deel aan de Verraders in 2023 en was ze te zien in De Verraders: De Ronde Tafel. In 2024 was ze te zien als oud-kandidaat in De Verraders: De Ronde Tafel.